# Partido de la Libertad (Eslovaquia)
El Partido de la Libertad (en eslovaco:Strana slobody) originalmente Partido Cristiano-Republicano (Kresťansko-republikánska strana) fue un partido político en Eslovaquia cuando este país era parte de Checoslovaquia.
Fue fundado por algunos miembros del Partido Democrático en marzo de 1946 como un partido dominado por católicos. Fue creado para presentar una alternativa "cristiana, progresista y pro-checoslovaca" al Partido Democrático. El partido fue liderado por Vavro Šrobár y ganó 3 escaños en el parlamento checoslovaco en las elecciones parlamentarias de 1946. Cuando los comunistas tomaron el poder en febrero de 1948 el partido perdió algo de fuerza y formó parte del Frente Nacional. Su periódico era "Sloboda" (Libertad).
Durante el régimen comunista el partido concentraba a algunos intelectuales eslovacos opuestos al régimen, como el actor Marián Labuda y otros, con su pronunciamiento durante la Primavera de Praga en 1968.
En 1990, después de la Revolución de Terciopelo de 1989, el partido adoptó un nuevo programa cristiano, pero permaneció sin mucha importancia en la política eslovaca. Se disolvió después de las elecciones parlamentarias de 1990.

## Elecciones al Parlamento de Checoslovaquia
| Fecha | Votos                      | %                          | Diputados | +/-         | Estatus            |
| ----- | -------------------------- | -------------------------- | --------- | ----------- | ------------------ |
| 1946  | 60.195 (#6)                | 0,85                       | 3/300     |             | Gobierno           |
| 1948  | Dentro del Frente Nacional | Dentro del Frente Nacional | 5/300     | 2           | Gobierno           |
| 1954  | Dentro del Frente Nacional | Dentro del Frente Nacional | 4/368     | 2           | Gobierno           |
| 1960  | Dentro del Frente Nacional | Dentro del Frente Nacional | 2/300     | 2           | Gobierno           |
| 1964  | Dentro del Frente Nacional | Dentro del Frente Nacional | 5/300     | 3           | Gobierno           |
| 1971  | Dentro del Frente Nacional | Dentro del Frente Nacional | 4/200     | 1           | Gobierno           |
| 1976  | Dentro del Frente Nacional | Dentro del Frente Nacional | 2/200     | 2           | Gobierno           |
| 1981  | Dentro del Frente Nacional | Dentro del Frente Nacional | 2/200     | Sin cambios | Gobierno           |
| 1986  | Dentro del Frente Nacional | Dentro del Frente Nacional | 2/200     | Sin cambios | Gobierno           |
| 1990  | 49.012 (#16)               | 0,50                       | 0/150     | 2           | Extraparlamentario |